# 沙文汉

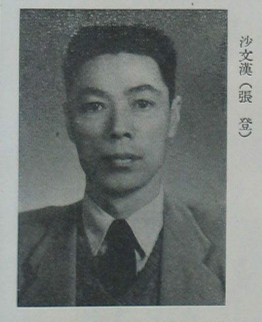

沙文汉（1908年—1964年1月2日），原名沙文沅，字文舒，曾化名陈元阳、张登，男，浙江鄞县人，中国学者、革命家。

## 生平
沙文汉早年考入宁波浙江省立第四师范学校，后转入甲种商业学校。1925年4月加入中国共产党。1925年夏季，在宁波参加声援上海五卅运动的爱国运动。1926年，从甲种商科学校毕业后回到鄞县从事农民运动，组织农民协会，成立村中共支部，任鄞县沙村党支部书记，鄞奉区委组织委员。1927年秋，任中共宁波市委监察委员，兼管东乡农民运动。1927年11月，任中共奉化区委书记。
1928年1月，沙文汉到上海，考入东亚同文书院，并担任共青团法南区委书记。1929年夏，任中共上海青年反帝大同盟党团书记。1929年7月，赴苏联莫斯科列宁学院深造，攻读马克思列宁主义理论。1930年，毕业后回国后到上海，任共青团法南区委书记。1930年秋，任共青团江苏省委工人部部长兼上海总工会青工部部长。1931年，因病休息，暂时失掉组织关系。1932年2月，赴日本东京，考入日本铁道学校，并重新接上组织关系。1934年秋，回到上海，不久重返日本东京。1936年，开始参加文化界抗日救亡宣传工作。1936年冬，任全国各界救国会组织部干事。1937年春，任中共上海临时工作委员会委员，参加重建统一的上海党组织的准备工作。
抗日战争爆发后，沙文汉任中共江苏省委宣传部部长，并分管上海学委和文委系统工作。后兼省委军委书记、外县工作委员会书记。参与领导开展苏南、苏北等地抗日游击战争。1940年春，任中共江苏省委代理书记。1942年秋，随省委撤到淮南抗日根据地。1943年起，先后任中共华中局党校教务处处长、中共淮南区党委宣传部部长、城工部部长。第二次国共内战时期，先后任中共华中分局城工部部长，中共中央上海局宣传部部长兼统战部部长，并分管南京、杭州的地下工作。1948年秋，兼任上海局策反委员会副书记，主持指导国民党海军重庆号和第二舰队的起义。
中华人民共和国成立后，沙文汉历任中共浙江省委宣传部部长兼统战部部长，中共中央华东局台湾工作委员会副书记，浙江省人民政府副主席兼教育厅厅长、浙江大学校长，中共中央华东局宣传部副部长等职。1954年12月，任浙江省人民委员会省长兼中共浙江省委统战部部长。
中华人民共和国成立后，沙文汉历任中共浙江省委宣传部部长兼统战部部长，中共中央华东局台湾工作委员会副书记，浙江省人民政府副主席兼教育厅厅长、浙江大学校长，中共中央华东局宣传部副部长等职。1954年12月，任浙江省省长兼中共浙江省委统战部部长。1956年，沙文汉曾主张党内民主和党政分开。1957年，因与中共主流官员在政治上不和，被时任浙江省省委第一书记江华向毛泽东告状，与其妻陈修良（时任浙江省委宣传部长）同时被毛泽东亲自划为右派，同年12月被开除党籍，撤销职务。当年12月13日，中共浙江省第二届代表大会第二次会议通过《关于开除右派份子沙文汉、杨思一、彭瑞林、孙章录党籍的决议》，省委常委、省长沙文汉，省委常委、副省长杨思一，省委常委、省检察院检察长彭瑞林，省委委员、省委财贸部部长孙章录等被打成资产阶级右派份子、反党集团。
期间致力于历史学研究，著有7万字的《中国奴隶社会探讨》。1964年1月2日，在杭州病故。1982年11月，中共十一届三中全会后，中共浙江省委给他平反，恢复名誉。

## 身后
1982年11月，中共十一届三中全会后，中共浙江省委给他平反，恢复名誉。

## 家庭
兄长沙孟海为书法家。

## 著作
- 《中国奴隶社会探讨》
- 《沙文汉诗文选集》